# Laguna de Las Ilusiones

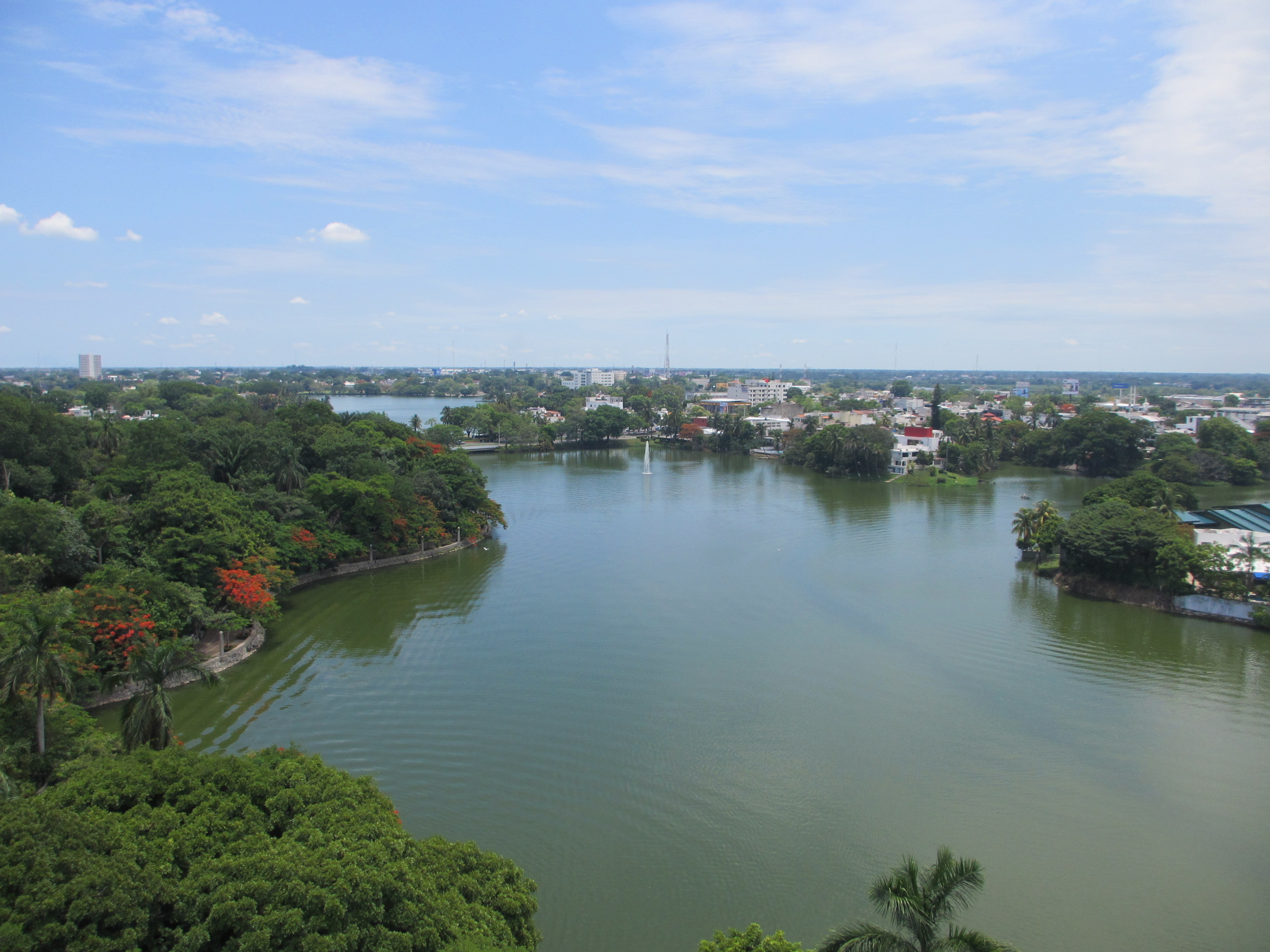
Panorámica de la laguna de Las Ilusiones.

La Laguna de las Ilusiones es una laguna interior de México, localizada en la ciudad de Villahermosa, capital del estado de Tabasco.
La laguna de las Ilusiones es uno de los símbolos de la ciudad de Villahermosa, ya que está ubicada en la parte norte de la ciudad, con una superficie de 229.27 hectáreas, que incluyen su zona federal,  presenta una profundidad media de 2 m y en alguna de sus partes llega a tener hasta los 4 m de profundidad. Sin embargo, durante la época de lluvias, la profundidad de la laguna suele llegar hasta los 6 m.
Debido a su gran importancia como hogar de muchas especies tanto acuáticas como terrestres, la laguna fue decretada por el Gobierno del Estado de Tabasco como Área natural protegida, clasificada como Reserva Ecológica, publicado en el Periódico Oficial del Estado n.º 5470 de 8 de febrero de 1995, con una superficie de 258.27 hectáreas, que incluyen 229.27 hectáreas del cuerpo lagunar, más 29 hectáreas como zona de protección del vaso lagunar. Esta declaratoria no es contradictoria al hecho de ser clasificada como agua nacional de competencia federal.

## Nombre
La laguna fue bautizada por el entonces gobernador del estado Tomás Garrido Canabal en 1929  cuando ordenó la construcción de un parque en su margen norte, con la finalidad de albergar las ferias estatales.  Se dice que le puso el nombre debido a que él acostumbraba a llevar ahí a hermosas mujeres a las que cortejaba.

## Historia
Antiguamente la laguna ocupaba una extensión de más de 500 hectáreas. Sin embargo, debido al crecimiento urbano de la ciudad de Villahermosa, a partir de la década de 1950 se inició la construcción de colonias y fraccionamientos en sus márgenes, lo que derivó en rellenos indiscriminados del cuerpo lagunar, reduciendo su extensión a las 229.27 hectáreas que actualmente tiene.
En 1929 existían en los alrededores de la laguna los "egiptales de Santa Gertrudis", que eran terrenos sembrados con zacate de "Egipto" utilizado para la engorda de reses. El entonces gobernador Tomás Garrido Canabal ordenó construir un parque en la parte norte y alta de dichos terrenos con la finalidad de ser la sede de la Feria Tabasco. A iniciativa de su creador, el parque se llamó "Parque Tabasco" y el cuerpo de agua fue bautizado con el nombre de "Laguna de las Ilusiones".
En un punto de la orilla de esta laguna, colindante con el parque, se construyó un muelle como parte del llamado "balneario El Corozo", y en lo alto de una gran ceiba Garrido mandó construir una plataforma de madera, a la que nombró "Nido del Águila" y en donde se realizaban bailes. Sin embargo, en 1935 al caer el gobierno de Garrido Canabal, el parque y la laguna cayeron en el olvido.
En 1958 Carlos Pellicer proyectó y dirigió la construcción del Parque Museo La Venta a un costado del Parque Tomás Garrido Canabal en la margen norte de la laguna. Y en la década de 1970, el exgobernador Mario Trujillo García construyó dentro del mismo parque Tomás Garrido, a la orilla de la laguna, el llamado "Salón Central". Posteriormente el gobernador Leandro Rovirosa Wade construyó al otro lado del Parque Museo La Venta, y también junto a la laguna, el "Centro de Convivencia Infantil".
El gobernador Enrique González Pedrero ordenó en 1986 la remodelación del parque que incluía un malecón peatonal en la margen de la laguna y un mirador de 50 m de alto que fue bautizado con el nombre de "Nido del Águila" e inició el rescate ecológico de la laguna de Las Ilusiones, y se colocaron chorros aereadores con la finalidad de ayudar en la oxiganación del agua.
En el año 2005 durante el gobierno de Manuel Andrade Díaz se realizó un segundo rescate ecológico de la laguna, construyéndose un colector perimetral con la finalidad de colectar las aguas residuales que eran vertidas al manto lagunar por algunos fraccionamientos construidos en sus márgenes, y se realizó un dragado del fondo para retirar el lodo contaminado y devolverle la profundidad adecuada. También se colocaron fuentes con iluminación con la finalidad de oxigenar el agua y embellecer la laguna. 
En el año 2010 dentro de los festejos por el Bicentenario del inicio de la lucha por la Independencia, se construyó el "Paseo de las Ilusiones" y se colocaron fuentes danzantes y un puente peatonal para comunicar los dos cuerpos de la laguna.

## Biodiversidad

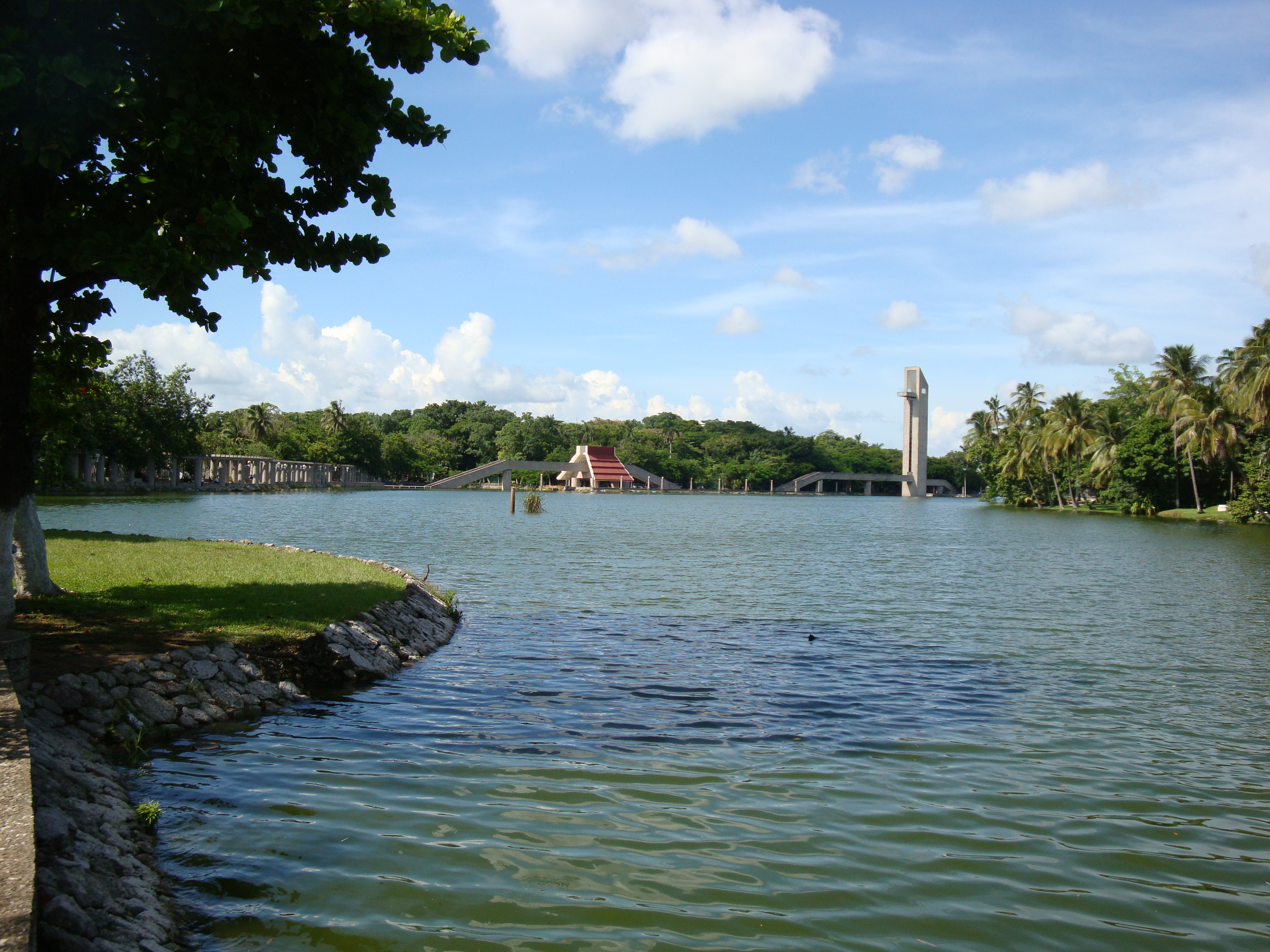
Laguna de las Ilusiones.

La Laguna de las Ilusiones juega un papel significativo en el aspecto ecológico de la ciudad de Villahermosa, ya que ahí se pueden encontrar especies animales, siendo un grupo importante el de las aves, pues utilizan esta zona como lugar de anidación, reproducción, alimentación, protección y reposo tanto para especies nativas como migratorias, por ello es considerada como una de las reservas ecológicas más importantes que se encuentran en el estado de Tabasco. 
Se han contabilizado alrededor de 70 especies de aves permanentes, sin contar las migratorias que utilizan la laguna como zona de anidación o como refugio para pasar la temporada invernal.
Cuenta también con una gran población de peces, reptiles, mamíferos y una diversidad de flora. Dentro de los peces, se pueden encontrar el famoso pejelagarto (pez emblemático del estado de Tabasco), las mojarras tenguayaca, tilapia y castarrica, y robalo.
Dentro de los reptiles, habitan en la laguna varios ejemplares de cocodrilo moreletii, e iguana. Y dentro del grupo de mamíferos se han contabilizado 22 manatíes. Otro grupo importante son los quelonios, representados por las hicoteas y pochitoques quienes habitan en gran número en este cuerpo lagunar.
Un papel que no debemos olvidar de la laguna de las Ilusiones es la contribución a la regulación del microclima, además de ser un centro de esparcimiento y recreo familiar.
Por estas razones, el gobierno del estado, declaró en 1995 a la laguna de las Ilusiones como "área natural protegida" prohibiéndose la pesca y caza de especies que habitan el cuerpo lagunar.

## Actividad turística

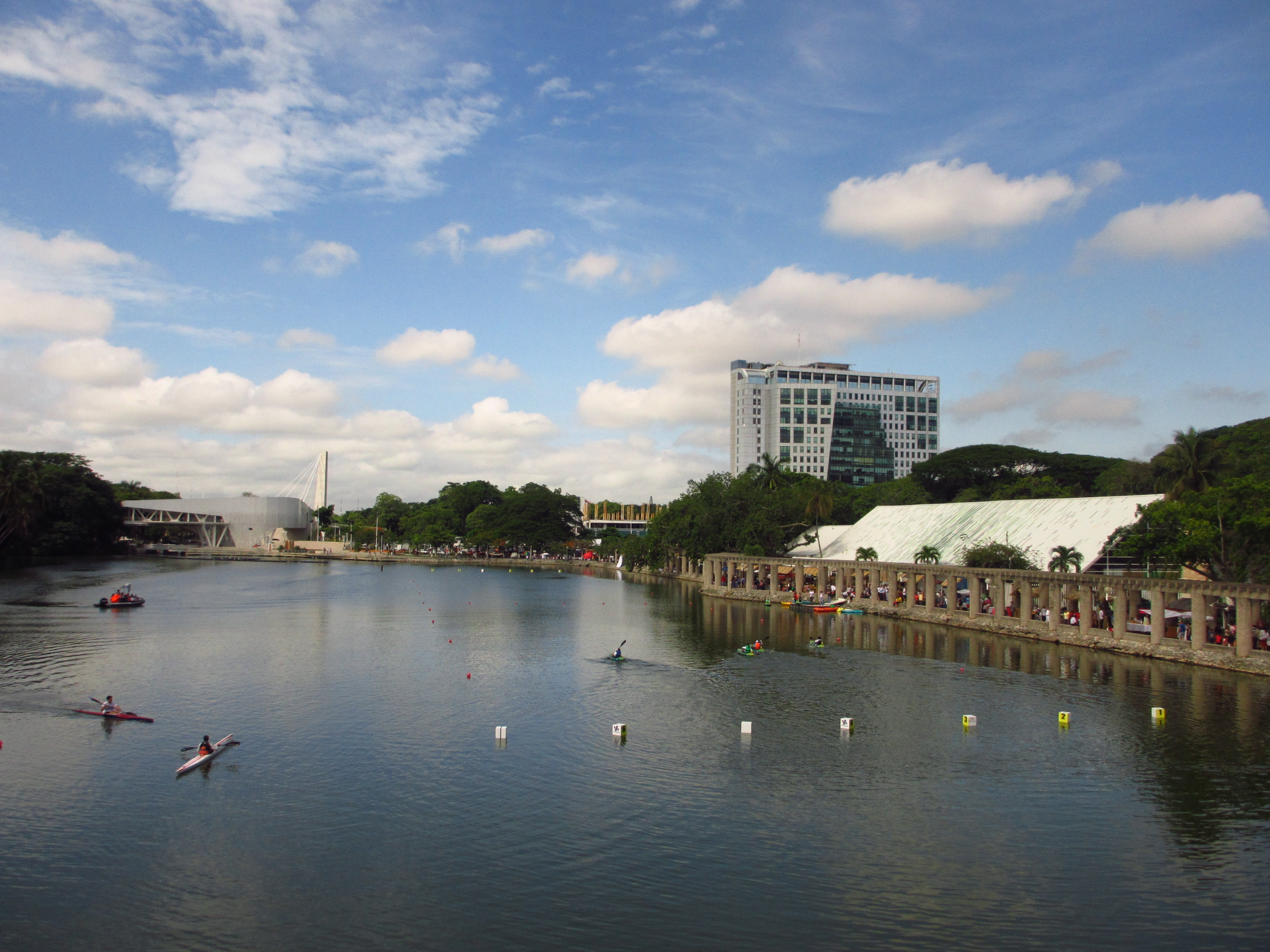
Actividades recreativas en la laguna.

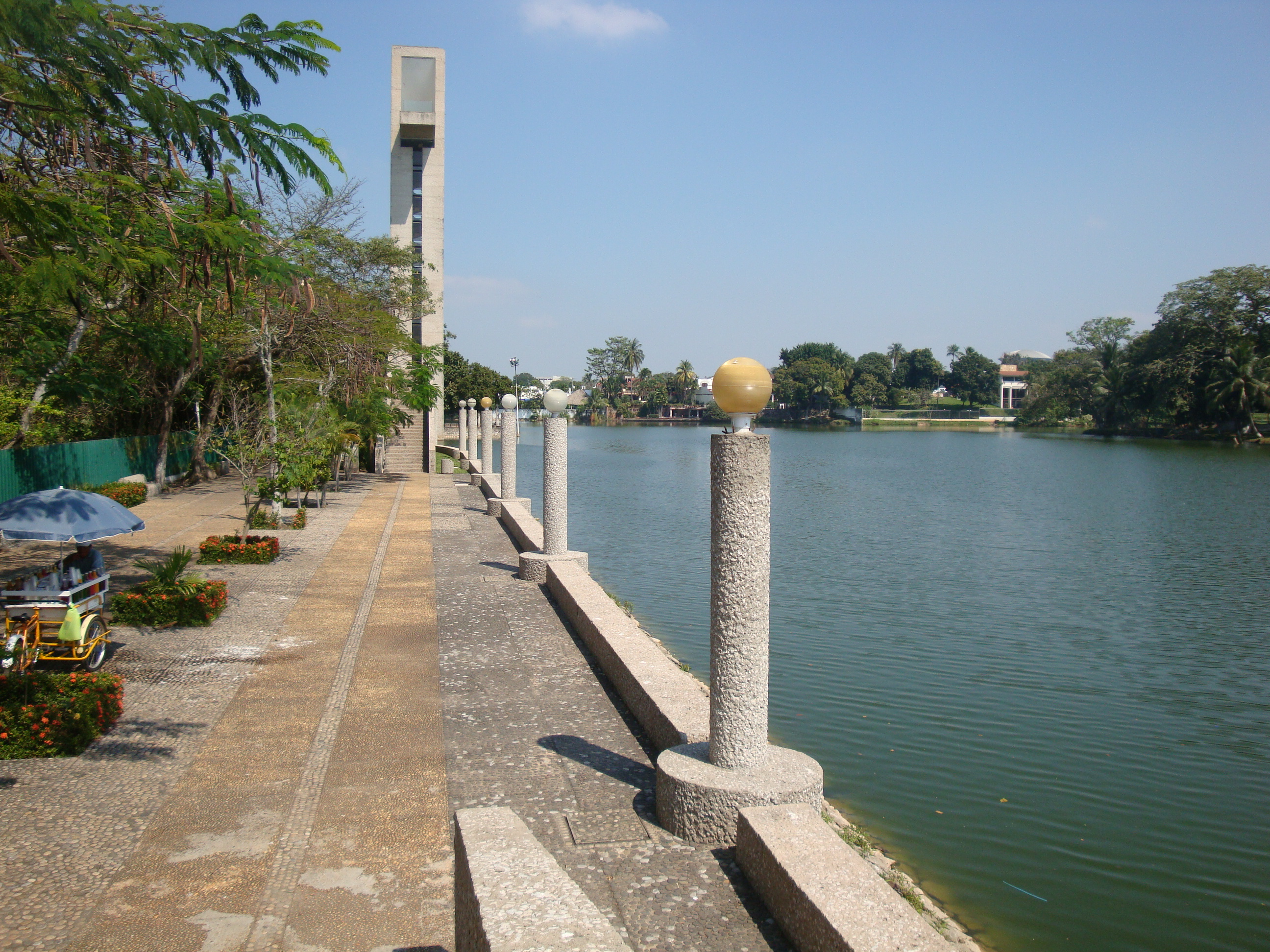
Malecón peatonal del parque Tomás Garrido, frente a la laguna.

### Parque Tomás Garrido Canabal
Es uno de los parques más famosos y emblemáticos de la capital del estado. Localizado en una de las márgenes de la laguna de Las Ilusiones y en el cruce de las avenidas Paseo Tabasco y Adolfo Ruíz Cortínes. Rodeado por dunas de tierra que aíslan el ruido de los automotores, este parque invita a la relajación y al disfrute de la vista de la laguna y la vegetación. Cuenta dentro de sus atractivos, un malecón peatonal que se encuentra en la orilla de la laguna, un mirador de 50 metros de alto llamado "Mirador de las Águilas" que cuenta con 210 escalones y desde donde se obtiene una hermosa vista de la ciudad, un pequeño teatro al aire libre, y otros sitios como la fuente de los poetas, el salón de los almendros, la calzada de las palmas, el ágora, un salón climatizado para eventos y un espacio llamado "El Observatorio del Planeta" en donde se explica a los visitantes la importancia de detener el cambio climático y los efectos nocivos que éste trae para nuestro planeta.

### Parque Museo La Venta
Es un parque arqueológico construido en 1958 por el poéta Carlos Pellicer Cámara y cuenta con dos secciones, la primera es un pequeño zoológico que muestra animales propios de la región y la segunda es un museo que además de ser el único al aire libre en Latinoamérica cuenta con la colección más importante de piezas de la cultura olmeca rodeadas de exuberante vegetación selvática y colocadas en la ubicación casi exacta en que fueron descubiertas en la zona arqueológica de La Venta.

### Museo de Historia Natural "José N. Rovirosa"
Inaugurado el 27 de diciembre de 1988, desde 1999 lleva el nombre de José Narciso Rovirosa, en honor a quien fuera el más grande científico, naturalista, botánico y cartógrafo tabasqueño, que además fue ingeniero, escritor, poeta e historiador. El museo cuenta con seis salas de diferentes formas y dimensiones, tres en el nivel inferior llamadas: “Tierra”, “Vida” y “Tabasco”, y tres en el mezzanine denominadas: “Hombre”, “Recursos” y "José Narciso Rovirosa". El museo presenta una síntesis del origen y formación del universo y del planeta Tierra, mostrando sus procesos geológicos y sus principales características, cuenta con una réplica del esqueleto de un dinosaurio, y pone énfasis en la explotación de los recursos naturales por parte de los seres humanos, desde su aprovechamiento por los pueblos prehispánicos, hasta la sobrexplotación actual y la urgencia de una utilización sustentable de los recursos.

### Fuentes danzantes

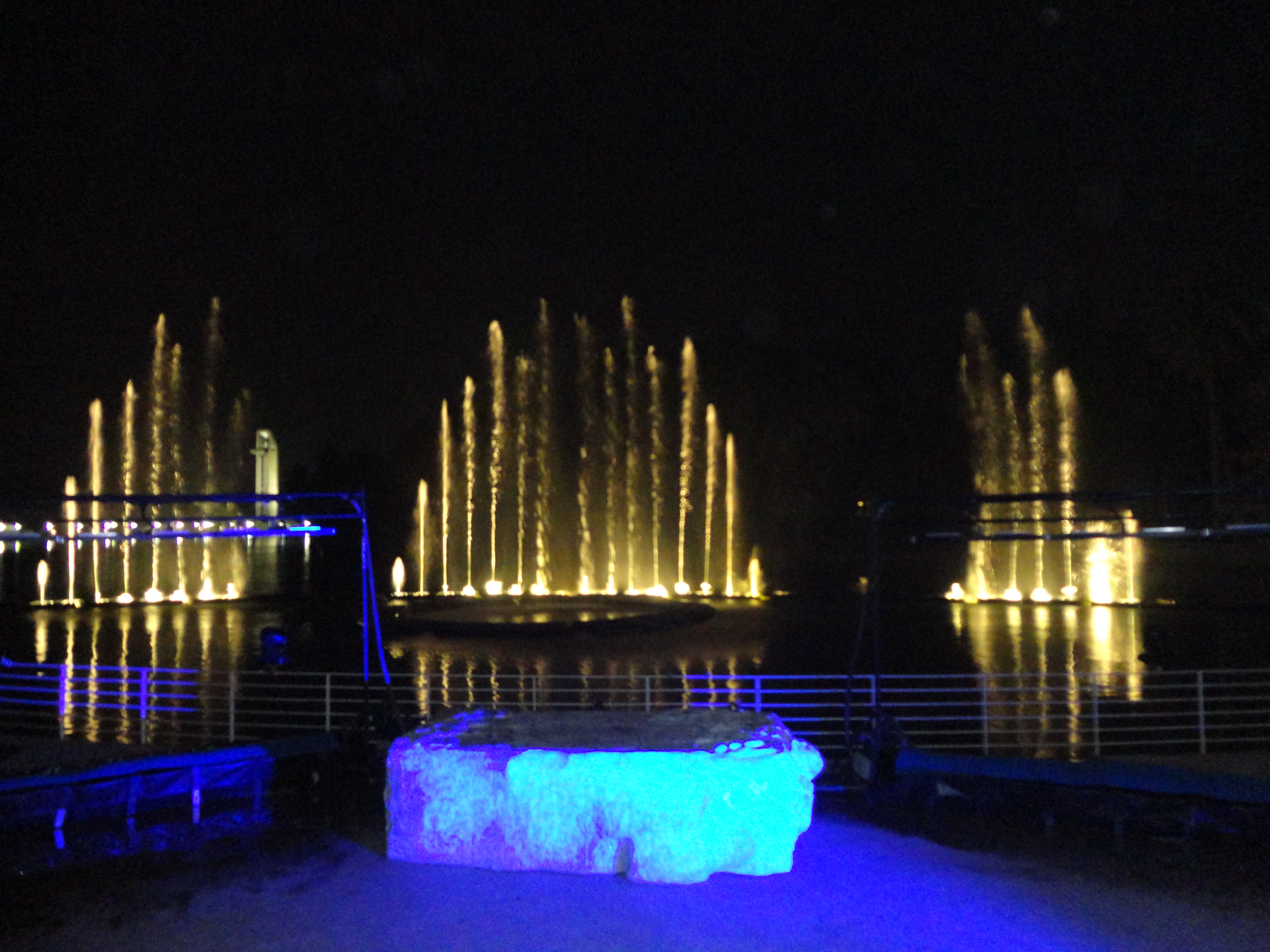
Fuentes danzantes en la laguna de Las Ilusiones.

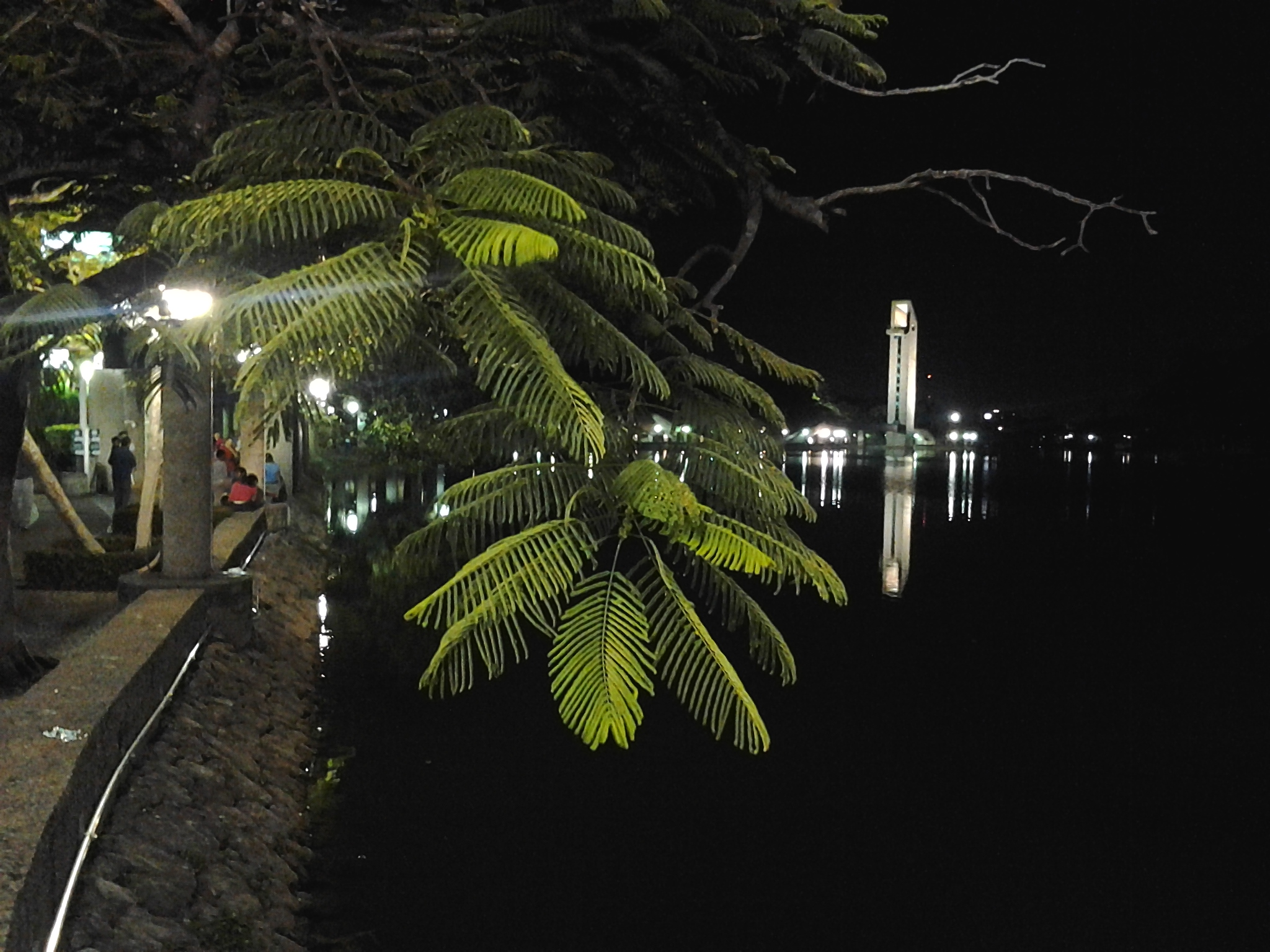
Vista nocturna del parque Tomás Garrido Canabal.

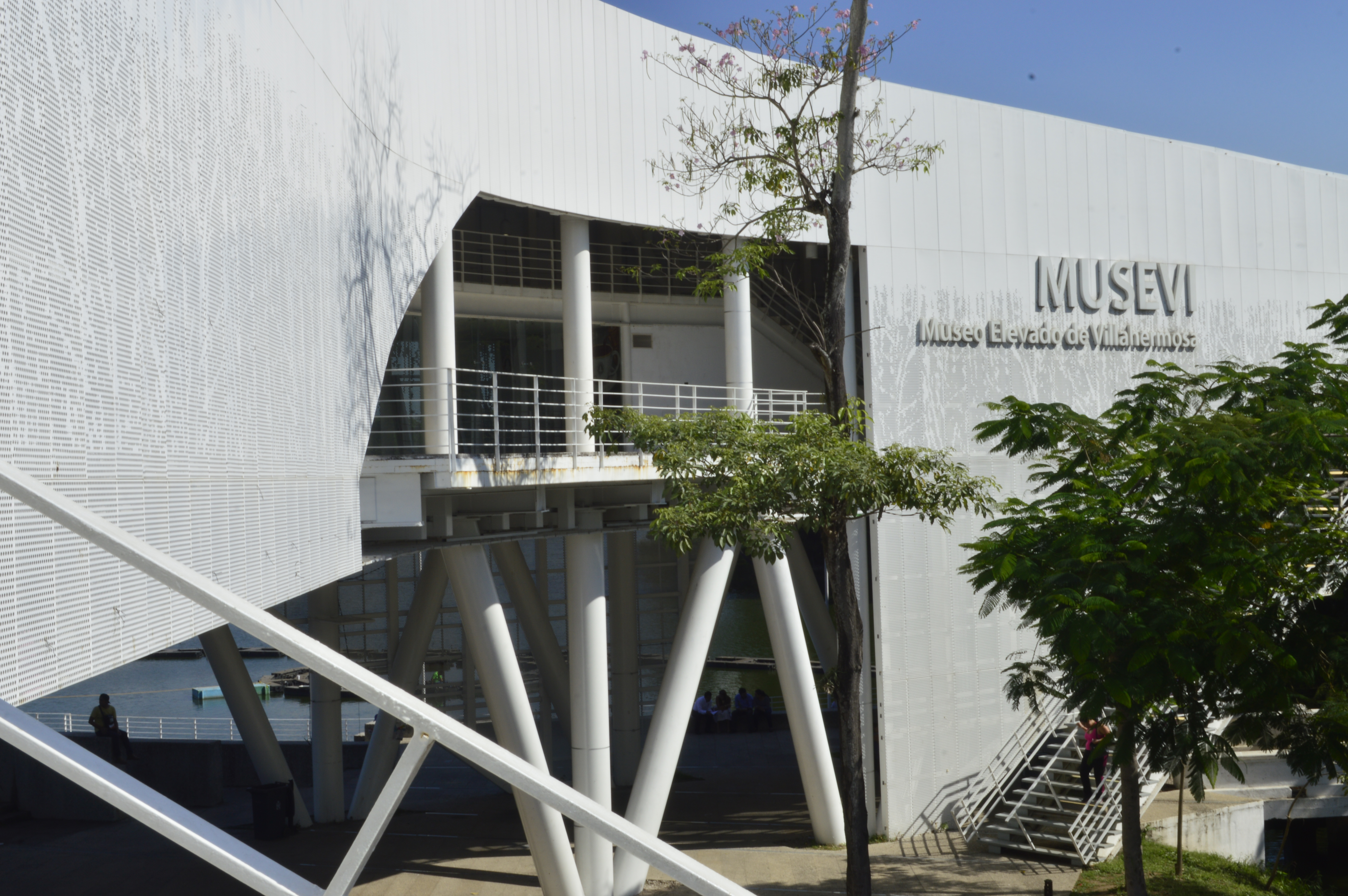
Museo Elevado de Villahermosa (MUSEVI).